# Весёлый (Москаленский район)
Весёлый — посёлок в Москаленском районе Омской области России. Входит в состав Звездинского сельского поселения.
Население 274 чел. (2010) .

## История
В соответствии с Законом Омской области от 30 июля 2004 года № 548-ОЗ «О границах и статусе муниципальных образований Омской области» посёлок вошёл в состав образованного муниципального образования «Звездинское сельское поселение».

## География
Находится на юге Западной Сибири.

## Население
| 2010 |
| ---- |
| 274  |

Гендерный состав
По данным Всероссийской переписи населения 2010 года в гендерной структуре населения из 274 человек мужчин — 130, женщин — 144	(47,4 и 52,6 % соответственно)
Национальный состав
Согласно результатам переписи 2002 года, в национальной структуре населения русские составляли 67 % от общей численности населения в 358 чел..

## Инфраструктура
Развитое сельское хозяйство (животноводство). Личное подсобное хозяйство.

## Транспорт
«Подъезд к пос. Веселый» (идентификационный номер 52 ОП МЗ Н-214) длиной 1,50 км..